# Лёбле, Даниэль
Даниэль (Дани) Лёбле (англ. Daniel «Dani» Löble; 22 февраля 1973, Цюрих, Швейцария) — немецкий барабанщик. С 2005 играет в power metal-группе Helloween.

## Биография
Дани родился 22 февраля 1973, в городе Цюрих, Швейцария.
Он начал свою карьеру в группе Rawhead Rexx, которую он помог организовать. Также с октября 2004 до декабря 2005 был сессионным ударником для Блэйз Бэйли. С 2005 Дани является ударником в Helloween. Вместе с ними он записал Keeper of the Seven Keys — The Legacy и Gambling With the Devil в 2007. С ними же он совершил кругосветный тур, начавшийся в ноябре 2007 в Будапеште и закончившийся в октябре 2008 в Гвадалахаре.
Когда Дани попросили сравнить себя с двумя его предшественниками в Helloween, Инго Швихтенберг и Ули Куш, он сказал: «Я считаю свой стиль симбиозом Швихтенберга и Куша. Я не столь прямолинейный как Инго, и не столь техничный как Ули. У меня есть свой собственный стиль.»
Им была продемонстрирована превосходная работа в барабанном соло на Keeper Of The Seven Keys – The Legacy World Tour 2005/2006: Live On 3 Continents.
В августе 2008 Дани подписал контракт с Paiste, по которому он будет использовать свой новый набор тарелок Signature Reflector Heavy Full Crash models. Он характеризует их звучание как тёплое, полное, прямое как стрела и с серебристым мерцанием.